# 육룡이 나르샤
《육룡이 나르샤》는 2015년 10월 5일부터 2016년 3월 22일까지 방송된 SBS 월화 드라마 작품이다. 드라마 제목은 《용비어천가》의 제1장에서 유래했다.

## 기획 의도
'고려'라는 거악(巨惡)에 대항하여 고려를 끝장내기 위해 몸을 일으킨 여섯 인물의 이야기이며 그들의 화끈한 성공 스토리를 극화한 픽션 사극물로 기획한 것이다.

## 등장 인물

### 육룡(六龍)
- 유아인: 이방원 역(아역: 남다름)

이성계의 다섯째 아들로 훗날의 조선 3대 왕 태종이자 고려의 변방 무장세력인 이성계의 아들로 태어났다. 더구나 그 가문을 이어갈 첫째도 둘째도 아닌 다섯째의 아들이지만 핵심층의 자제가 아니기에 상대적으로 자유로운 어린 시절을 보냈다. 목적 지향적이고, 갖고 싶은 것과 없애고 싶은 것에 대한 구별이 확실하기에 판단을 잘하고 싶어 하고, 판세를 정확히 알고 싶어 하며, 그래서 똑똑하고 똑부려지는 성격. 수다스럽지 않고, 생각한 것을 행동으로 나타낼 때는, 은밀하고 빠르며 칼날 같다. 생전 처음 개경에 갔다가 그곳에서 인생의 스승인 정도전을 만나게 되고 이후, 인생을 좌우할만한 '정도전의 사상'과 맞닥뜨리게 된다. 고려 말 이성계의 조선 건국을 반대하는 일파(포은 정몽주 등)를 제거하는데 앞장섰다. 조선 건국 이후 정안대군에 오르지만, 제1계비인 신덕왕후 강씨와 그 아들들을 지지하는 삼봉 정도전과 격렬하게 대립하였고 결국 제1차 왕자의 난을 일으키며 그들을 제거한다.
- 김명민: 정도전 역(아역: 고우림)

조선의 정치적 건국자로 이성계의 책사. 방원의 스승이자 방원 최후의 정적. 여말선초의 학자, 밀본 1대 본원. 원 간섭기 시절 고려, 한미한 지방 향리의 장남으로 태어났다. 조숙한 천재의 면모를 지녔던 그에게 고려는 희망이 없는 나라였다. 눈에 띄게 총명했던 정도전은 항상 남들이 하지 못하는 생각을 해냈고, 세상에서 가장 어려운 꿈을 이룰 구체적인 체계들을 만들어 나간다. 또한, 그동안 당여의 이익만 앞세우며, 아무것도 바꾸지 못한 격쟁과 상소로만 일관하던 사대부들 앞에서, 몸소 행동하고 자신의 뜻을 연설함으로써, 고려가 나아갈 방향을 제시한다. 훗날 이성계의 책사로서 조선을 건국하는데 1등 공신이 되며, 한때는 그의 제자였던 이방원과 대립하게 된다. 야심이 깊고 무를 숭상하는 이방원과 극명하게 대립하며, 신의왕후 한씨의 아들들을 의도적으로 배제시키려고 하지만 이방원 일파가 일으킨 제1차 왕자의 난의 희생양이 된다.
- 신세경: 분이 역(아역: 이레)

삼한제일검 이방지의 여동생. 방원의 여인. 간난이의 딸. 이방지가 섬기던 주인 정도전의 주적인 이방원과 사랑에 빠진다. 어려서부터 오빠보다 씩씩했고, 오빠보다 똑똑했다. 불의를 보면 참지 못하고 약한 자를 보면 돕는 착한 성정의 아이. 그녀의 가장 큰 장점은 어떠한 상황에도 절망하지 않는 것. 주눅 들지 않는 것이었다. 분이는 이게 되는 일인지, 안 되는 일인지 가능성 같은건 따지지 않았다. 그녀에게 중요한건, 가능성이 얼마냐가 아니라, 해야 되는 일인지, 아닌지였다. 방원과 운명적 만남을 통해 정인이 되는 분이는 훗날, 방원의 부인이며 조선의 중전에 오르는 원경왕후 민씨와 삼각관계를 형성하게 된다. 그 뒤 마을사람들과 조직을 만들어 정보를 얻으나 후에 삼봉 정도전과 방원이 대립하자 이러지도 저러지도 못하다가 결국에는 조직원들과 함께 반촌으로 간다. 후에 반촌 사람들을 데리고 무인도로 가서 땅을 개간해 계민수전을 한다.
- 변요한: 땅새 역(아역: 윤찬영)

훗날 삼한제일검(三韓第一劍) 이방지, 분이의 오라버니이며 정도전의 호위무사. 결국은 어디에도 속하지 못하는 바람 같은 검객. 가난한 자작농의 아들로, 여동생 분이와 홀어머니 세식구가, 아버지가 남긴 작은 땅을 일구며 힘겹지만 나름대로 밝게 살고 있었다. 땅새는 늘 표현에 서툴렀고, 남에게 따지지도 못했다. 좋게는 우직했고, 나쁘게는 아둔했다. 타고난 천성이 고향에서 농사나 짓고 살면 그만이었건만, 고려의 험한 시국은 그를 평범한 농사꾼으로 자라게 두지 않았다. 엄마의 실종이 그 시작이었다. 땅새는 엄마를 찾기 위해 여동생 분이와 함께 개경으로 간다. 그리고 엄마를 찾는 과정에서, 정도전과 얽히게 된다. 이것은 훗날, 땅새를 고려 흥망과 조선 건국의 중심에 서게 만든다. 엄청난 무술 실력을 가지고 있으며 방원도 감히 어찌하지 못했던 무사. 제1차 왕자의 난이 일어났을 때 조말생에게 붙잡힌 연희를 구하러 가지만 실패하고, 이어 주인인 정도전도 구하지 못하게 된다.
- 윤균상: 무휼 역(아역: 백승환)

훗날 세종대왕의 최측근으로 내금위장에 오르게 된다. 조선제일검(朝鮮第一劍). 방원과 함께 대업을 완수하나, 마지막엔 방원을 섬기길 거부하는 무사. 깡촌 촌구석에서 태어났고, 글자 하나 모르는 무식쟁이에, 홀 할머니를 모시고 사는 9남매 중 장남. 어려서부터 덩치가 컸고, 마을의 웬만한 어른들은 그를 힘으로 당해내지 못했지만 무휼은 삼한 제일검이 되어 집안을 일으키는 것이 일생의 꿈이다. 해서, 무휼은 최고의 무술 스승으로 이름난 홍대홍에게 무술 수업을 받게 된다. 그 후, 무휼은 스승을 가뿐하게 뛰어넘고, 왜구가 출몰하는 지역마다 나타나 왜구를 척살한다는 의문의 무사! 그 흰색 옷을 입는 까치 독사를 찾아 길을 떠났지만... 그 무사는 이방지였다. 큰 키와 빼어난 무예로 자신이 살았던 마을 일대에서 이름을 날렸다. 타고난 무예 덕분에 방원의 눈에 들어 발탁되고, 방원이 명나라 사신으로 갈때는 방원을 위해 목숨을 바쳐 싸운다. 점차 방원이 사람을 죽이는 것에 회의감을 느끼고 할머니의 부탁으로 방원을 떠나나, 방원의 부탁으로 이도(세종)을 지킨다. 훗날 세종 대에는 내금위장에 오르게 되어 그의 측근에서 활약하게 된다.
- 천호진: 이성계 역

고려 말 신흥무인. 조선의 군사적 건국자. 방원의 아버지. 훗날 조선의 제1대 왕 태조. 불패의 무장이며 백발백중의 신궁이고, 의리에 살고 의리에 죽는, 무엇보다 의리를 중시 여기는 호걸이었다. 자기 사람들을 끔찍하게 보살피고, 싸움에 있어서 뒤로 물러서 있는 법이 없이 항상 앞장서서 솔선수범하여 싸운다. 이러한 성격 탓에 부하들은 목숨을 아끼지 않고 그를 따랐고, 보다 많은 백성들 또한 그를 따르고 싶어 한다. 고려의 권력을 움켜쥔 권문세족들은 무섭게 치솟는 이성계의 인기를 경계했지만, 이성계는 정치적인 부분으로만 가면 우유부단해진다. 하지만 훗날, 정도전과 뜻을 도모하여, 조선을 건국하게 된다. 우왕 14년, 요동 정벌에 반대하면서 최영과 갈등을 빚게 되고 결국 위화도 회군을 통해 고려의 충장인 최영을 제거한다. 이후 정도전 등의 도움을 받아 역성혁명을 일으켜 조선왕조를 세운다. 하지만 자신의 막내아들인 방석의 세자책봉 이후 왕자 방원과 공신 정도전이 극명하게 대립하게 되면서, 갈등의 중심에서 고통받게 된다.

### 혁명파
- 정유미: 연희 역(아역: 박시은)

땅새의 첫사랑이자 정도전의 연인. 땅새와 분이의 고향 동무 사이로, 엄마를 잃은 땅새의 상처를 보듬어주며 사랑을 키워나간다. 하지만 권문세족에 의해 마을이 습격당하던 날, 연희의 어여쁜 외모를 눈여겨 본 가노들에 의해 겁탈을 당한다. 연인 땅새의 눈앞에서. 그후 연희는 땅새를 싸늘하게 떠나버린다. 그리고 고려 제일의 정보 상인 조직인 화사단의 대방 초영의 눈에 띄게 되고, 화사단의 흑첩 자일색으로 새롭게 다시 태어난다. 그리고 정도전에게 잠입한 후 역성혁명을 일으키고 왕권파와 신권파가 대립할 때 정도전을 중심으로 한 신권파의 홍일점으로 활약하게 된다. 화사단의 2대 대방이다. 제1차 왕자의 난 때 조말생과 그의 무리들에게 납치를 당했고 삼봉 정도전을 살리기 위해 땅새가 보는 앞에서 스스로 자결한다. (7회 ~ 47회)
- 이지훈: 허강 역

고려 말 조선 초의 문신. 훗날 이신적. 반듯한 집안에서 반듯하게 자란 모범생. 성균관에서도 우등생으로 꼽혔으나, 정도전의 혁명사상을 알게 된 후부터 급진적 사상가로 거듭난다. 정도전의 말이라면 무엇이든 믿고 따르며 조선 건국 이후 정도전의 명으로 방원에게 접근한다.
- 박해수: 이지란 역

고려 말 조선 초의 무신. 여진족 출신이나, 전장에서 만난 이성계에게 반해 그와는 의형제를 맺고 동고동락한다. 성격은 급하고 불같으나 이성계의 말에는 절대적으로 믿고 따르는 충직한 장수이며 이성계를 가장 잘 알고 있는 최측근. 그러나 삼봉이 사병들을 거두려 하자 가별초 때문에 반발하고, 그 뒤 왕자의 난이 일어나자 방원을 절대적으로 지지해 준다.
- 이초희: 갑분 역(아역: 곽지혜)

장터 소리꾼. 향피리 연주자. 땅새의 조력자. 어린 시절, 갑분은 갓난 동생을 업고 엄마를 찾아다니다가 거지소굴에서 땅새와 분이를 만났다. 훗날 땅새와 다시 만나게 된 갑분은 땅새 옆을 따르며 든든한 조력자가 되어준다. 땅새 이방지의 조력자로서 그와 일생을 함께하고 분이와 함께 반촌으로 들어가는 지고지순한 여인.
- 공승연: 민다경 역

훗날 조선 3대왕 태종의 비(妃). 해동갑족(10대 가문) 중 황려 민씨, 민제의 여식. 오직 '리'(利)를 위해 방원과 혼례를 올린 다경. 그만큼 다경과 방원은 가장 많이 닮았으며, 그렇기 때문에 불행한 연인(戀人)이었다. 정도전 일파를 먼저 공격해야 한다고 주장하였고, 무기들을 미리 숨겨 놓아 정도전을 방심하게 만드는 역할을 했다. 하지만 여인으로서 방원의 온전한 사랑은 결코 받지 못했던 비운의 여인.
- 이명행: 우재 조준 역

고려 말 조선 초의 문신. 해동갑족(10대 가문) 중 평양 조씨. 기득권인 해동갑족 출신이나 선비로 자랐다. 고려의 개혁되어야할 가장 큰 대상인 토지 문제에 대해서 광적으로 연구하는 토지 전문가이자 경제학자이다. 정도전과 함께 고려를 개혁하는데 힘을 보태나, 훗날 그와 대적하게 된다. 고려 말 전제개혁을 단행해 조선 개국의 경제적인 기반을 닦고 이성계를 추대해 개국공신이 되는 인물. 원래는 정도전의 당여로서 활약했으나 점차 그에게 회의감을 느껴 그의 곁을 떠난다. 제1차 왕자의 난 전후로 방원의 세자 책봉을 강력하게 주장했으며 그를 결국 태종으로 옹립했다.
- 민성욱: 조영규 역

이방원의 심복. 고려에서 열 손가락 안에 드는 무사. 이성계의 사병 출신으로 방원을 지켜주는 임무를 맡았다. 방원의 말이라면 죽는 시늉까지 할 만큼 그를 믿고 따른다. 평생에 꿈이 하나 있다면, 어떤 식으로든 역사에 이름을 남기는 것. 후에 방원의 명으로 선죽교에서 정몽주를 철퇴로 살해한다. 조선 건국 후 제1차 왕자의 난을 준비중 반촌 무기고에서 척사광에 의해 죽임을 당한다.
- 조영진: 민제 역

훗날 원경왕후 민씨가 되는 다경의 아버지. 수백 년간 삼한 땅의 기득권을 쥔 10대 가문, 해동갑족 중 율려 민씨의 대표. 해동갑족의 수장으로 향후 고려의 권력을 쥘 편을 찾던 중, 방원을 사위로 맞이하게 되며 그뒤 관직에도 오르며 당여 활동을 한다.
- 이준혁: 홍대홍 역

무휼의 무술 스승. 홍륜이나 길태미, 길선미 등, 당대 최고수들의 스승...!이라는 소문을 본인이 직접 퍼트린 시골의 무술 사범. 실력보단 허풍이 강한 인물로 무휼이 명성을 날릴수록 자신이 그 스승이라며 떠벌리는 걸 즐긴다. 이방원의 사병을 훈련시킨다. 명나라에 갈 때 무휼과 함께 요동에 남아 있었다.
- 진선규: 남은 (南誾) 역

여말선초의 무신으로, 본관은 의령이다. 고려 말기에 왜구 토벌과 신진사대부 정치인으로 활동하였으며 이성계를 도와 조선왕조 개국에 공을 세웠다. 개국공신 1등으로 의성군에 봉해졌고, 사후 의정부 영의정에 추증된 뒤 의성부원군으로 추봉되었다. 훗날 삼봉 정도전, 방석의 장인인 심효생과 함께 이방원 일파가 일으킨 제1차 왕자의 난의 희생양이 된다.
- 조희봉: 하륜 역

고려 말 신진사대부 출신이자 이인겸의 조카사위. 뛰어난 심미안과 시류를 읽을 줄 아는 능력이 있었으며 때로는 능청스럽게 때로는 진지하게 전략을 구상했다. 장터에서 아이들에게 엿을 나눠주며 이성계가 왕이 될거라는 노래를 들려준뒤 방원에게 백마화를 보여줘 속여 준뒤 정도전에게 도전을 한다. 조선 건국 후 이방원의 측근 참모로서 활약하며, 제1차 왕자의 난을 설계한다. 옛날에 무명의 일원이었으나 배신하고 나온다.
- 이정헌: 심효생 역

여말선초의 문신. 정도전의 측근이며 의안대군 이방석의 장인이다. 제1차 왕자의 난 때 정도전, 남은과 함께 이방원 일파에게 살해된다.
- 이승찬: 장지화 역

정도전의 측근으로 제1차 왕자의 난 때 기습당해 죽는다.
- 김혁: 이근 역

정도전의 측근으로 제1차 왕자의 난 때 이방간한테 잡혀 참살당한다.
- 차용학: 이숙번 역

고려 말 생원이며 조선 초기의 문신, 무신, 정치가이며 이방원의 측근이다. 조선 건국 후, 제1차 왕자의 난과 제2차 왕자의 난, 조사의의 난때 큰 공을 세워 공신에 책록된다.
- 최대훈: 조말생 역

조선 건국 이후 태종 때 문과에 장원 급제하여 정언·감찰·헌납 등을 지냈으며, 세종 때 예문관 대제학 거쳐 판중추원사까지 지낸 인물이다. 문신들 중에서는 특히 태종의 총애를 받은 인물이다. 이방원이 벽란도에서 낙마하여 다친 이성계 장군을 데리고 빠져 나갈때 도움을 주었다. 후에 성균관에 들어가서 유생들을 움직이며 방원에게 많은 도움을 준다.
- 양현민: 권근 역

여말선초의 문신. 이색의 제자였으며 조선이 건국된 이후 잠시 정계를 떠나 있다가 정도전이 재상 총재제를 본격적으로 실시하자 이에 반대하면서 방원과 손을 잡고 다시 정계에 진출한다.
- 박유승: 민무구 역

이방원의 처남. 제1차 왕자의 난과 제2차 왕자의 난 등 여러 골육상쟁에서 이방원을 돕지만 추방되어 자결한다.
- 김호진: 민무질 역

이방원의 처남. 외척들 중에 난폭한 성격을 가지고 있으나, 이방원의 왕권 강화 과정에서 추방되어 자결한다.
- 권화운: 황희 역

조선의 중신으로 다양한 활약을 펼친 인물이다. 고려의 충신으로 남으려 두문동으로 가지만, 방원이 불을 지르자 뛰어 나왔던 사람. 그만큼 방원을 싫어해 복수하기 위해 관직에 오르나 훗날 세종 때까지 정승을 지내며 총애를 받았다.

### 조선 왕실
- 김희정: 강씨 부인 역

훗날 신덕왕후 강씨. 이성계의 둘째 부인. 고려의 명문가인 곡산 강씨 가문의 딸. 욕망의 화신이자 ‘외조’의 여왕. 이성계의 중앙 진출에 도움이 될 만한 고려 상류층과 인맥을 쌓아나간다. 이성계의 세력 확장에 큰 힘이 되어준다. 이성계를 말 한마디로 조종할 수 있는 유일한 여인. 뛰어난 지략과 장부 다운 결단력을 바탕으로 이성계를 옆에서 극진히 보좌했다. 위화도 회군으로 이성계가 정권을 장악한 뒤 마침내 조선의 새 국왕이 되자 이미 죽은 신의왕후를 대신해 조선의 사실상 첫 국모가 된다. 정도전의 비호를 등에 업고 슬하의 두 자식들을 태조의 다음 보위로 욕심내며 신의왕후의 자식들을 배제하기 시작하자 정안대군 이방원과 겉잡을 수 없이 대립하게 된다. 결국 1396년 화병으로 앓아 누운뒤 죽는다.
- ?: 이방의 역(아역: 정재민)

조선을 세운 태조 이성계의 셋째 아들. 조선 건국 후 익안대군에 봉해진다. 성품이 온화하여 왕권에는 욕심이 없는 인물이다. 제1차 왕자의 난과 제2차 왕자의 난때 두차례나 동생인 이방원을 보좌한 공으로 공신에 책록이 되지만, 몸이 약하여 동생인 이방원이 왕이 된지 4년만인 태종 4년에 향년 44세의 나이로 병사한다.
- 강신효: 이방간 역(아역: 김상우)

조선을 세운 태조 이성계의 넷째 아들. 조선 건국 후 회안대군에 봉해진다. 동생인 이방원을 비롯하여 왕위 계승에 야심을 품은 인물 중 하나이다. 제1차 왕자의 난 때 정도전 일파를 제거하는데 공적을 세워 회안공이 되었다. 하지만, 논공행상에 불만이 많던 박포의 꾐에 넘어가, 박포와 아들인 의령군 이맹종과 함께 제2차 왕자의 난을 일으켜, 이방원과 대결을 하나, 패배하여 토산현으로 귀양갔다가 향년 58세의 나이로 병사한다.
- 서동원: 이방과 역

훗날 조선의 2대 왕 정종. 이성계의 둘째 아들. 아버지를 따라 온갖 전장을 누비며 충직하게 역할을 한다. 그만큼 가별초 내에서의 입지도 튼튼하고, 용맹도 있으나 정세를 읽어내는 능력이 부족하여, 동생 방원을 점점 신봉하여 따르게 된다. 조선이 건국되면서 영안대군에 봉해지며, 제1차 왕자의 난 이후 세자가 되었으나 세자에 책봉된지 얼마 되지 않아 보위에 올랐고 제2차 왕자의 난 이후 재위 3년만에 방원에게 선위한다.
- 정윤석: 이방석 역(아역: 이승우)

조선을 건국한 태조 이성계의 여덟째 아들이자 막내아들로, 조선 건국 후 세자에 책봉된다. 하지만 제1차 왕자의 난때 장인인 심효생을 비롯한 정도전 일파를 포함하여 친형인 이방번과 함께 이복형인 이방원에게 살해당한다.
- 박시진: 이방번 역(아역: 김예준)

태조의 일곱째 아들, 이방원의 이복동생. 이방석의 친형. 방원의 의해 동생인 방석과 같이 죽음을 맞이 한다.

### 고려 유지파
- 최종원: 이인겸 역

우왕을 옹립한 귀족 실력자로 현 고려 최고의 권력 실세. 고려 말의 문신. 광평부원군. 늘 여유롭고, 노련한 정치꾼으로 고려의 막후를 쥐고 흔든다. 공민왕 사후 우왕을 적극 다음 보위로 추대했다. 우왕 위에 있는 실질적 권세가로서 전횡을 일삼았다. 훗날, 최영과 이성계가 일으킨 정변으로 인하여 실각하여 권력을 잃고, 경산부(지금의 경상북도 성주군)로 귀양을 간뒤 병사하게 된다.
- 박혁권: 길태미 역

고려의 권력을 틀어쥔 도당 3인방 중 하나. 홍륜을 이긴 삼한제일검. 이인겸의 오랜 심복으로 출중한 무술 실력을 가진 고수다. 화려한 치장을 하고 장신구를 좋아하는 찰랑대는 성격 뒤에 누구보다 잔혹한 면모가 감춰져있는 인물. 훗날, 최영과 이성계가 일으킨 정변으로 인하여 실각하여 권력을 잃고 주막에서 사람들을 죽이고 국밥을 먹는다. 그리고 군사들에게 포위됐을 때 땅새와 칼싸움을 벌이다 땅새의 칼에 맞아 숨을 거둔다.
- 전노민: 홍인방 역

도당 3인방 자리를 새롭게 꿰찬 젊은 야심가. 한때는 정도전과 함께 고려의 개혁을 주도한 사대부였으나, 죽을 것 같이 힘들었던 유배에서 돌아와 변절하였다. 악랄한 모략으로 단숨에 고려 최고의 실세 중 하나로 떠오르게 되는 인물. 훗날, 최영과 이성계가 일으킨 정변으로 인하여 실각하여 권력을 잃고 길태미의 아들인 길유와 함께 참형을 당하여 숨을 거둔다
- 박성훈: 길유 역

길태미의 아들, 성균관의 불량유생. 훗날, 최영과 이성계가 일으킨 정변으로 인하여 홍인방과 함께 참형을 당하여 숨을 거둔다.
- 허준석: 대근 역

과거 권력자였던 경복흥네 노비로 가노 생활을 시작했지만, 대세를 읽고 이리저리 집안을 옮겨 다니는 기회주의자. 이후엔 홍인방네 가노가 되어, 타고난 악랄함과 뚝심으로 가노 우두머리가 된다. 과거 분이와 땅새 남매, 연희의 마을을 습격하여 사람들을 죽이고 연희를 겁탈했다. 훗날 연희와 이방지에 의해 죽임을 당한다.
- 전국환: 최영 역

고려 말의 무신이자 신하. 고려의 무신으로서의 마지막 충신. 불패의 무장으로 전장에서 수많은 전공을 세웠다. 고려의 질서를 유지하기 위해 도당의 만행을 알면서도 묵인하였으나, 결국 이성계와 손을 잡고 도당 3인방을 처단한다. 무리하게 북벌을 감행했다가 위화도 회군 이후, 탄핵당하여 변방으로 귀양갔다가 두달 후, 개경으로 소환 된 후 이성계 일파에 의해 향년 73세로 참형을 당하여 숨을 거둔다.
- 최종환: 조민수 역

고려 말의 무신이자 신하. 이성계와 함께 위화도 회군을 감행하여 정권을 잡으나, 이성계를 배신하고 죽이려다 실패하자, 민심안정을 위해 토지를 부정적으로 가로챈 혐의로 탄핵당하여 삭탈관직 되어 변방으로 귀양가게 된다.
- 김의성: 정몽주 역

고려의 마지막 충신이자 조선의 정신적 건국자. 고려 말의 학자이자 신하. 정도전의 오랜 벗이며 동시에 고려를 마지막까지 지키고자 했던 문신으로서의 충신. 사대부의 수장으로써 고려를 지키기 위해 오랜 동지였던 이성계, 정도전과 대립하는 충신. 소신과 원칙을 지키며 묵묵히 정도를 걷던 정몽주는 결국 선지교(선죽교)에서 이방원에 의해 살해당하고 만다.
- 이승효: 이방우 역

태조와 신의왕후 한씨의 장남. 고려 말의 충신. 고려에서 다섯 손가락 안에 드는 검객. 가족과 백성을 보살피며, 국가에 충성하는 것이 도리라고 믿고 살았으나, 다름 아닌 아버지가 고려를 무너뜨린다고 하자 큰 충격을 받는다. 훗날, 조선이 건국되면서 진안대군에 봉해지나, 가족들과 달리 세상을 등지고 술에 의존하여 살다가 술병으로 향년 40세의 나이로 세상을 떠난다.
- 윤서현: 우학주 역

사대부의 일원이지만, 자기 이익을 위해서는 변심도 서슴지 않고 하는 이리저리 세력을 옮기는 비열한 인물. 정도전에 대해 늘 못마땅해 하여 사사건건 그를 방해한다 나중에 성균관 말단관직을 하고 있으며 고문후유증으로 다리를 절게 됐다. 정도전을 끔찍하게 싫어해 이방원에게 정도전의 위치를 알려준다.
- 정문성: 한구영 역

사대부의 일원. 홍인방의 절친한 사제로 그가 변절할 때도 끝까지 그를 따라 부귀를 누리나, 훗날 홍인방이 제거될 때 그를 배신한다 나중에 이방우에 의해 살해당한다.
- 김종수: 이색 역

삼봉 정도전, 포은 정몽주, 호정 하륜 등을 가르친 스승이자, 신진사대부의 대부이다.
- ?: 김저 역

우왕의 사주를 받아 이성계를 죽이려다가 사형당한다.
- 김민상: 정득후 역

우왕의 사주를 받아 이성계를 죽이려다가 실패하여 자결한다.
- 김동석: 이림 역

우왕의 사주를 받아 이성계를 죽이려다가 귀양가고, 얼마 후 숨을 거둔다.

### 정도전 일가
- 이화룡: 정도광 역

정도전의 동생.
- 김현빈: 정진 역

삼봉의 첫째 아들. 밀본 정기준의 사촌형. 아버지와 숙부인 정도전, 정도광 그리고, 동생인 정영, 정유와는 달리 제1차 왕자의 난때, 태조를 수행하여 삼성재 방문 길을 수행하여 안변군 석왕사에 체류했던터라 기적적으로 목숨을 구하였다. 그러나, 난 이후 정안대군 이방원에 의해 전라도 수군으로 징용된다. 이후, 정안대군 이방원이 보위에 오른 후 조준과 권근을 비롯한 신료들의 상소 덕분에 관직에 복직하게 된다.
- 길정우: 정기준 역

정도전의 조카, 정도광의 아들.

### 무명
- 전미선: 간난/연향 역

땅새와 분이의 어머니. 옛날 공민왕의 궁녀였고, 죽었다고 알려졌었나 숨어지냈다. 전쟁 고아일적 지천태 초영과 함께 배우고 자랐다. 무명의 수장 (무극)
- 안석환 : 조육산 역

해동갑족(10대 가문) 중 평양 조씨의 대표. 조준의 숙부. 줏대 없어 보이는 성격 탓에 해동갑족 내에서도 깔보이기 일쑤지만, 인자한 웃음 속에 간계를 숨기고 있다. 각 분야에 걸친 인맥으로 해동갑족을 움직인다. 육산 또한 무명이다. 제1차 왕자의 난 이후 무명의 일원으로 이방원을 제거하려다 실패하였고 연향과 길을 떠나던 중 연향을 죽이려다 죽어가는 길선미에게 죽임을 당한다.
- 박혁권: 선사 길선미 역

숨겨진 고려 최고의 은거 고수. 길태미의 쌍둥이 형. 동생 길태미와 달리 온후하고 남자다운 성품이다. 길태미에게 유일한 패배를 안겨준 장본인이나 세간에 알려지진 않았다 그 역시 무명이다. 과거 노국공주의 호위무사였으며 연향을 마음에 두고 있는 듯하다. 제1차 왕자의 난 이후 무명의 일원으로 이방원을 제거하려다 방원을 구하러 온 무휼을 만나게 되었고 치열한 대결끝에 무휼에게 패하여 최후를 맞이한다.
- 윤손하: 지천태 초영 역

화사단의 대방. 비국사 적룡과 함께 송악 2대 지재(정보)상인인 그녀는 부패하고 타락한 고려에서 정보가 얼마나 중요한지를 깨닫고, 일찍부터 권문세족들에게 알짜 정보를 사고팔았다. 오갈 데 없는 연희를 제1의 흑첩으로 키워낸 그녀의 스승이기도 하다. 고려 제일의 상단인 화사단의 대방으로 화사한 외모와 나긋나긋한 말투, 몸에 밴 예절로 상대방을 무장해제 시키는 재주가 있으며 상대가 원하는 바를 꿰뚫어보는 능력이 뛰어난 인물이다. 어릴적 전쟁 고아가 되어 무극인 연향(이방지, 분이 남매의 어머니)과 함께 무명에서 배우고 자랐다. 조선 건국 이후 이신적에게 속아 순금부에 잡혀가고 또한 무명이란 것이 들키고 분개하지만 결국 이신적에 의해 살해당한다.
- 한상진: 풍지관 적룡스님 역(속명: 백달원)

거대한 비리 사찰인 비국사의 주지승. 화사단과 더불어 개경 양대 ‘지재(정보) 상인’으로 통한다. 부처님 말씀을 인용하여 돈을 뜯어내는 화술의 달인이며 출중한 무예 실력을 갖고 있다. 하지만 재물을 밝히는 뻔뻔함에 부처님도 울고 갈 지경. 재물이라면 사족을 못 쓰지만, 반드시 그만큼 가치 있는 정보를 제공하는 장인 정신이 있다. 또 정보에 대한 대가가 제대로 지불되지 않으면 어떤 식으로든 대가를 치러내고야 마는 독종이기도 하다. 적룡은 무명이고 조선 건국 후로 이방원을 가까이 한다. 하륜의 도움으로 보부상이 되어 훗날 보부상의 시조가 된다.
- 박훈: 척가(척인광) 역

척사광 윤랑의 오라버니, 곡산권법의 실제 전수자지만 모두 배우지 않고 떠났다가 나중에 땅새 이방지의 칼에 맞고, 또 이성계 장군의 화살에 맞아 목숨을 잃는다.
- 김구택: 백근수 역

이성계의 무관시절 부하장수. 옛날에 땅새와 분이의 의해 무명도장이 찍힌 종이를 넣다가 발견돼 도망갔었고, 그 뒤 공민왕의 부하로, 척사광 윤랑의 의심을 받아 칼에 맞아 죽는다.

### 고려 왕실
- 이현배: 고려 우왕 역
- 황재원: 고려 창왕 역
- 이도엽: 고려 공양왕 역
- 김지현: 정비 안씨 역

공민왕의 비
- 한예리: 윤랑(允朗)/척사광 역

공양왕의 여인이자 전설의 무림고수 척사광. 공양왕의 어명으로 포은 정몽주를 지키나, 결정적인 순간에 이방지와 무휼과 싸우느라 정작 포은 정몽주를 지키지 못하고, 무휼과 함께 절벽 아래로 떨어졌으나 살아난다. 공양왕이 폐위되어 궁을 떠날 때 함께 떠난다. 공양왕의 부탁으로 서찰을 가지러 가나 그 사이 공양왕은 처형되었다. 그 후 분이가 사는 반촌에 들어온다. 이방원의 무기고를 발견하고 조영규가 공양왕의 아이를 죽이려는 줄 알고 조영규를 살해한다. 제1차 왕자의 난 이후 무명과 이방원 등에게 자신의 연인과 왕씨들의 복수를 하기 위해 청유 장소를 찾았고 무명과 수장 연향을 발견, 그들을 처단하려다 무휼과 이방지의 방해로 실패했고 무휼과 이방지와의 목숨을 건 혈투를 벌이다가 두사람의 협공을 막지 못하고 최후를 맞이한다.

### 여진족 인물
- 이상홍: 먼터무 역

건주여진 오돌리부족 추장

### 원나라 인물
- 정두겸: 찬(가상인물) 역

원나라 사신단 부총관.
- 태항호: 홍보보 역

### 명나라 인물
- 문종원: 연왕 주체 역

명나라의 연왕. 훗날 명나라 3대 영락제.
- 조광유: 설사 역

명나라 사신.

### 그 외 인물
- 서현철: 장삼봉 역

이방지의 무술스승, 여말선초 무림의 숨은 절대 고수
- 서이숙: 묘상 역

조선제일검 무휼의 친할머니로, 고단했던 고려 말의 역사를 버텨낸 산 증인이다. 홀로 손자와 손녀를 악착같이 키워낸 평범한 민초지만, 갖은 풍파를 겪은 경험을 바탕으로 세상을 보는 눈이 매우 날카로우며 힘들었던 고난의 역사를 해학과 풍자, 걸걸한 입담으로 풀어내는 인물이다.
- 여회현: 성균관 유생 역(1회 ~ 3회)
- 장승조: 성균관 유생 역(1회 ~ 3회)
- 전성우: 성균관 유생 역(1회 ~ 5회)
- 홍우진: 성균관 유생 역(1회 ~ 5회)
- 이상훈: 팔봉의 부친 역

땅새 이방지와 그의 동생 분이가 살던 마을의 장. 마을 결사를 조직해 마을의 정신적 지주로서 활약하는 인물이다.
- 조현식: 거지대장 역
- 김동희: 거지패 역
- 조승연: 조상원 역
- 안지혜: 비월 역 (화사단 흑첩)
- 송하준: 류문상 역

전 고려 유생. 현재 조선의 사대부
- 정승길: 춘길 역 (이방원의 측근무사)
- 박준목: 선돌 역

장터 막내 조직원
- 전석찬: 박포 역

이방간의 측근
- 최대성: 이천우 역

이성계의 조카
- 권재환: 장터 조직원 역
- 김용헌: 강계 부윤 역
- 정욱: 상단 중개상인 역
- 주영호: 이광 역
- 김학선: 길태미의 집사 역
- 박진우: 백진 역
- 남문철: 이도주 역
- 김정학: 한장군 역
- 김지은: 방간의 처 역
- 김동혁: 박찬현(성균관 유생) 역
- 박찬: 춘길의 아들 역
- 서종봉: 팔봉 역
- 이상훈: 팔봉의 아버지 역
- 유상재: 무사 역
- 이남희: 김룡 역
- 라재웅
- 장대웅
- 김명진
- 최용현
- 우상욱
- 박선웅: 신하 역
- 한갑수: 조반 역
- 이창직
- 전병욱
- 서호철
- 차순형
- 김익태
- 박광재
- 윤종원
- 이규섭
- 박지환: 적룡의 부하대장 역
- 민정섭
- 이태검
- 홍석빈
- 박유나
- 정강희
- 서미지
- 유정래
- 이재인
- 신수호
- 전진서: 은호 역

### 특별출연
- 이순재: 이자춘 역

이성계의 아버지이자, 이방원 형제들의 할아버지. 조선 건국 후 환조대왕으로 추존된다.
- 안길강: 조소생 역
- 김하균: 백윤 역
- 남다름: 충녕대군 이도(훗날의 조선 4대 왕 세종) 역
- 도기석: 이종무 역
- 정두홍: 홍윤 역
- 윤유선: 난순이(훗날의 분이) 역(아역 최다인)
- 정석용: 저잣거리 동네 행인 춘엽이 역
- 김승욱: 허조 역
- 서준영: 강찬성 역(아역 송준희)

성균관 유생이자 이방원의 사형
- 김경진: 대장장이 역
- 정종철: 옥떨이 역

반촌 주민, 성대모사에 능한다.
- 김기방: 초탁 역
- 신소율: 목야 역
- 이세나: 근지 역

## 시청률
최저 시청률과 최고 시청률은 시청률 조사회사와 지역별로 시청률에 차이가 있을 수 있습니다.
| 2015년      | 2015년      | 2015년         | 2015년       | 2015년         | 2015년       |
| 회차        | 방송일      | TNmS 시청률    | TNmS 시청률  | AGB 시청률     | AGB 시청률   |
| 회차        | 방송일      | 대한민국(전국) | 서울(수도권) | 대한민국(전국) | 서울(수도권) |
| ----------- | ----------- | -------------- | ------------ | -------------- | ------------ |
| 제1회       | 10월 5일    | 10.6%          | 12.5%        | 12.3%          | 13.5%        |
| 제2회       | 10월 6일    | 10.3%          | 11.8%        | 12.4%          | 14.0%        |
| 제3회       | 10월 12일   | 10.8%          | 12.2%        | 11.6%          | 12.9%        |
| 제4회       | 10월 13일   | 11.2%          | 13.3%        | 13.0%          | 13.7%        |
| 제5회       | 10월 19일   | 11.2%          | 12.2%        | 13.7%          | 15.5%        |
| 제6회       | 10월 20일   | 12.8%          | 14.3%        | 15.4%          | 17.6%        |
| 제7회       | 10월 26일   | 9.5%           | 11.1%        | 12.5%          | 13.4%        |
| 제8회       | 10월 27일   | 11.9%          | 13.9%        | 14.1%          | 16.0%        |
| 제9회       | 11월 2일    | 10.8%          | 12.5%        | 13.5%          | 15.0%        |
| 제10회      | 11월 3일    | 11.0%          | 13.0%        | 13.5%          | 14.5%        |
| 제11회      | 11월 9일    | 10.0%          | 11.4%        | 13.3%          | 14.7%        |
| 제12회      | 11월 10일   | 11.3%          | 13.2%        | 14.1%          | 15.4%        |
| 제13회      | 11월 17일   | 9.6%           | 10.9%        | 12.2%          | 14.1%        |
| 제14회      | 11월 17일   | 9.9%           | 11.4%        | 13.2%          | 15.4%        |
| 제15회      | 11월 23일   | 10.7%          | 12.6%        | 14.6%          | 16.3%        |
| 제16회      | 11월 24일   | 10.1%          | 11.8%        | 12.6%          | 13.5%        |
| 제17회      | 11월 30일   | 10.1%          | 11.9%        | 14.1%          | 15.4%        |
| 제18회      | 12월 1일    | 10.2%          | 12.0%        | 13.6%          | 14.8%        |
| 제19회      | 12월 7일    | 10.4%          | 12.6%        | 13.3%          | 15.1%        |
| 제20회      | 12월 8일    | 9.9%           | 11.3%        | 13.4%          | 15.7%        |
| 제21회      | 12월 14일   | 10.5%          | 12.5%        | 13.3%          | 15.4%        |
| 제22회      | 12월 15일   | 9.9%           | 10.8%        | 13.9%          | 15.3%        |
| 제23회      | 12월 21일   | 10.0%          | 11.6%        | 13.1%          | 14.8%        |
| 제24회      | 12월 22일   | 10.0%          | 11.2%        | 13.7%          | 15.4%        |
| 제25회      | 12월 28일   | 10.2%          | 11.5%        | 13.4%          | 15.1%        |
| 제26회      | 12월 29일   | 10.5%          | 11.4%        | 13.8%          | 15.9%        |
| 2016년      |             |                |              |                |              |
| 제27회      | 1월 4일     | 10.7%          | 12.5%        | 14.6%          | 16.6%        |
| 제28회      | 1월 5일     | 10.4%          | 11.6%        | 13,7%          | 15.8%        |
| 제29회      | 1월 11일    | 12.5%          | 14.3%        | 15.1%          | 16.8%        |
| 제30회      | 1월 12일    | 12.5%          | 14.5%        | 15.8%          | 17.4%        |
| 제31회      | 1월 18일    | 12.0%          | 14.0%        | 14.6%          | 16.5%        |
| 제32회      | 1월 19일    | 12.2%          | 13.4%        | 14.9%          | 16.6%        |
| 제33회      | 1월 25일    | 11.6%          | 13.6%        | 15.0%          | 17.2%        |
| 제34회      | 1월 26일    | 12.6%          | 13.4%        | 15.1%          | 17.3%        |
| 제35회      | 2월 1일     | 13.2%          | 15.1%        | 16.3%          | 18.5%        |
| 제36회      | 2월 2일     | 14.6%          | 17.3%        | 16.8%          | 19.3%        |
| 제37회      | 2월 8일     | 11.3%          | 12.9%        | 12.3%          | 13.3%        |
| 제38회      | 2월 9일     | 13.6%          | 16.7%        | 14.1%          | 15.3%        |
| 제39회      | 2월 15일    | 12.8%          | 14.7%        | 15.2%          | 16.9%        |
| 제40회      | 2월 16일    | 13.6%          | 15.3%        | 14.9%          | 16.6%        |
| 제41회      | 2월 22일    | 12.0%          | 13.6%        | 14.3%          | 15.9%        |
| 제42회      | 2월 23일    | 13.9%          | 15.2%        | 16.1%          | 18.9%        |
| 제43회      | 2월 29일    | 13.6%          | 15.0%        | 15.9%          | 18.0%        |
| 제44회      | 3월 1일     | 12.7%          | 13.5%        | 16.4%          | 18.3%        |
| 제45회      | 3월 7일     | 13.1%          | 14.6%        | 16.1%          | 17.9%        |
| 제46회      | 3월 8일     | 13.2%          | 14.7%        | 16.1%          | 17.4%        |
| 제47회      | 3월 14일    | 14.3%          | 16.6%        | 16.7%          | 17.9%        |
| 제48회      | 3월 15일    | 13.8%          | 15.7%        | 16.2%          | 17.9%        |
| 제49회      | 3월 21일    | 13.7%          | 15.9%        | 16.2%          | 17.9%        |
| 제50회      | 3월 22일    | 13.9%          | 16.4%        | 17.3%          | 18.8%        |
| 평균 시청률 | 평균 시청률 | 11.6%          | 13.3%        | 14.3%          | 16.0%        |

## 사운드 트랙

### Part. 1
| #  | 제목                    | 작사 | 작곡         | 편곡         | 재생 시간 |
| -- | ----------------------- | ---- | ------------ | ------------ | --------- |
| 1. | 〈그댄가봐요〉 (김보경) | 미티 | 김세진, 박찬 | 김세진, 박찬 | 4:00      |
| 2. | 〈그댄가봐요 (Inst.)〉  | -    | 김세진, 박찬 | 김세진, 박찬 | 4:00      |

### Part. 2
| #  | 제목                               | 작사 | 작곡   | 편곡           | 재생 시간 |
| -- | ---------------------------------- | ---- | ------ | -------------- | --------- |
| 1. | 〈너라는 시간이 흐른다〉 (XIA)     | 미티 | 오승은 | 오승은, 강명수 | 4:00      |
| 2. | 〈너라는 시간이 흐른다 (Inst.)〉   | -    | 오승은 | 오승은, 강명수 | 4:00      |
| 3. | 〈육룡이 나라샤〉                  | -    | Illi   | Illi           | 0:48      |
| 4. | 〈천하창생〉                       | -    | 이윤정 | 이윤정         | 2:41      |
| 5. | 〈일후믈 저싸바니〉                | -    | 홍동표 | 홍동표         | 3:04      |
| 6. | 〈갈 길히 입더시니〉               | -    | 김수진 | 김수진         | 3:48      |
| 7. | 〈하날히 달애시니 (Feat. 이봉근)〉 | -    | 주인로 | 주인로         | 3:17      |

### Part. 3
| #  | 제목                  | 작사                  | 작곡   | 편곡   | 재생 시간 |
| -- | --------------------- | --------------------- | ------ | ------ | --------- |
| 1. | 〈무이이야〉 (변요한) | 김영현, 박상연, Warak | Warak  | Warak  | 3:39      |
| 2. | 〈무이이야 (Inst.)〉  | -                     | Warak  | Warak  | 3:39      |
| 3. | 〈개세기상〉          | -                     | 홍동표 | 홍동표 | 2:24      |
| 4. | 〈두 갈히 것그니〉    | -                     | 김수진 | 김수진 | 2:01      |
| 5. | 〈천하창생 2〉        | -                     | 이윤정 | 이윤정 | 3:23      |
| 6. | 〈생령조상〉          | -                     | 이종한 | 이종한 | 2:48      |
| 7. | 〈내내 웃쁘리〉       | -                     | Warak  | 이종혁 | 2:16      |
| 8. | 〈저희삽거든〉        | -                     | 주인로 | 주인로 | 2:44      |

### Part. 4
| #  | 제목                              | 작사                  | 작곡   | 편곡   | 재생 시간 |
| -- | --------------------------------- | --------------------- | ------ | ------ | --------- |
| 1. | 〈무이이야 (Rock Ver.)〉 (하현우) | 김영현, 박상연, Warak | Warak  | Warak  | 3:42      |
| 2. | 〈무이이야 (Rock Ver.) (Inst.)〉  | -                     | Warak  | Warak  | 3:42      |
| 3. | 〈불휘 기픈 남가〉                | -                     | 김수진 | 김수진 | 3:48      |
| 4. | 〈일성이어니〉                    | -                     | 이종한 | 이종한 | 2:57      |
| 5. | 〈성무를 뵈요리〉                 | -                     | 엄주혁 | 엄주혁 | 4:04      |
| 6. | 〈민막〉                          | -                     | 이윤정 | 이윤정 | 3:53      |
| 7. | 〈님금하 아라쇼셔〉               | -                     | 주인로 | 주인로 | 0:48      |

### Part. 5
| #  | 제목                         | 작사 | 작곡   | 편곡   | 재생 시간 |
| -- | ---------------------------- | ---- | ------ | ------ | --------- |
| 1. | 〈세상 한가운데〉 (신용재)   | VIP  | VIP    | VIP    | 3:38      |
| 2. | 〈세상 한가운데 (Inst.)〉    | -    | VIP    | VIP    | 3:38      |
| 3. | 〈한비 아니그치샤〉 (엄주혁) | -    | 엄주혁 | 엄주혁 | 1:35      |
| 4. | 〈제호랄 뵈사바니〉 (이윤정) | -    | 이윤정 | 이윤정 | 4:14      |
| 5. | 〈간난이 이러하시니〉        | -    | Illi   | Illi   | 3:10      |
| 6. | 〈동방쌍룡 24수〉 (홍동표)   | -    | 홍동표 | 홍동표 | 2:31      |
| 7. | 〈어드븐 길헤〉 (Warak)      | -    | Warak  | Warak  | 2:09      |

### Part. 6
| #  | 제목                        | 작사   | 작곡                | 편곡           | 재생 시간 |
| -- | --------------------------- | ------ | ------------------- | -------------- | --------- |
| 1. | 〈두 눈을 가려도〉 (이지유) | 김효선 | 태봉이, 디노(Deeno) | 태봉이, 싸이져 | 4:02      |
| 2. | 〈두 눈을 가려도 (Inst.)〉  | -      | 태봉이, 디노(Deeno) | 태봉이, 싸이져 | 4:02      |

### Part. 7
| #  | 제목                         | 작사   | 작곡   | 편곡   | 재생 시간 |
| -- | ---------------------------- | ------ | ------ | ------ | --------- |
| 1. | 〈이별로 오지마〉 (은하)     | 김명서 | 김재환 | 김재환 | 4:22      |
| 2. | 〈내님금 그리샤〉            | -      | 김수진 | 김수진 | 3:18      |
| 3. | 〈사해랄 주리여〉            | -      | Illi   | Illi   | 2:50      |
| 4. | 〈무이이야 (Original Ver.)〉 | -      | Warak  | Warak  | 2:28      |
| 5. | 〈이별로 오지마 (Inst.)〉    | -      | 김재환 | 김재환 | 4:22      |

### Part. 8
| #  | 제목                            | 편곡   | 재생 시간 |
| -- | ------------------------------- | ------ | --------- |
| 1. | 〈청산별곡Ⅰ〉 (변요한)          | Warak  | 2:48      |
| 2. | 〈청산별곡Ⅱ〉 (이초희 & 변요한) | 이종한 | 1:30      |

## 수상 경력
- 2015년 SBS 연기대상 장편드라마 부문 남자 특별상 박혁권
- 2015년 SBS 연기대상 뉴스타상 윤균상
- 2015년 SBS 연기대상 뉴스타상 공승연
- 2015년 SBS 연기대상 뉴스타상, 장편 드라마 남자 우수연기상 변요한
- 2015년 SBS 연기대상 베스트 커플상, 10대 스타상, 장편 드라마 여자 우수연기상 신세경
- 2015년 SBS 연기대상 베스트 커플상, 10대 스타상, 장편 드라마 남자 최우수연기상 유아인
- 2016년 제52회 백상예술대상 TV 부문 남자 최우수연기상 유아인
- 2016년 제43회 한국방송대상 장편드라마부문 작품상
- 2016년 제11회 서울 드라마 어워즈 장편 부문 최우수작품상
- 2016년 제5회 아시아태평양 스타 어워즈 장편드라마 여자 우수연기상 정유미
- 2016년 제9회 도쿄 드라마 어워즈 해외작품특별상
- 2016년 제29회 그리메상 신인연기자상 윤균상

## 결방 사유 및 연속 방송
- 2015년 11월 16일 : 창사 25주년 특별기획 2015 WBSC 프리미어 12 8강전 대한민국 VS 쿠바 중계 방송으로 인해 결방[3]
- 2015년 11월 17일 : 밤 10시부터 2회 연속방송 (13회, 14회)

## 특이사항

### 《뿌리깊은 나무》의 프리퀄
2011년 방송된 SBS 드라마 《뿌리깊은 나무》의 프리퀄 형식으로 전작 공동 연출자였던 신경수 PD가 연출을 맡고, 그 당시 작품에 등장했던 인물들의 청년 시절 모습이 그려질 예정이다. 이번 작품의 주인공인 이방원 역의 경우 《뿌리깊은 나무》에서는 배우 백윤식이 맡아 열연했으며, 이방지 역은 우현, 무휼 역은 조진웅, 황희 역은 전성환, 조말생 역은 이재용, 이신적 역은 안석환이 맡아 당시에 호연을 펼쳤다.
《뿌리깊은 나무》에서 배우 윤제문이 맡았던 정기준(가리온)의 큰 숙부 정도전 역할이 이번 작품에서 주연 격으로 등장하며 김명민이 그 역할을 맡았다. 또한 이방원의 아버지 이성계 역할 역시 첫 등장이며 배우 천호진이 연기할 예정이다. 그 외에 연희 역에 정유미가 캐스팅 되는 등 여러 대한민국의 내로라하는 배우들이 나와 많은 화제를 모으고 있다.

### 배우신세경과 작가김영현,박상연의 인연
또한 《뿌리깊은 나무》에서 '소이' 역을 맡아 열연했던 신세경이 이번 작품에서 분이 역으로 또 한번 캐스팅 되면서 김영현, 박상연 작가와는 《선덕여왕》, 《뿌리깊은 나무》에 이어 세 번째로 함께 작품을 하게 되었다. 또한 상대역인 유아인과는 SBS 드라마 《패션왕》 이후 3년 만에 호흡을 맞추게 되었다. 앞서 신세경이 맡은 '분이' 역에 탤런트 백진희가 물망에 올랐으나 최종 조율 단계에서 불발됐다.

## 동시간대 드라마
- KBS 2TV 월화 드라마 《발칙하게 고고》 (2015년 10월 5일 ~ 2015년 11월 10일)
- MBC 월화 드라마 《화려한 유혹》 (2015년 10월 5일 ~ 2016년 3월 22일)
- KBS 2TV 월화 드라마 《오 마이 비너스》 (2015년 11월 16일 ~ 2016년 1월 5일)
- KBS 2TV 월화 드라마 《무림학교》 (2016년 1월 11일 ~ 2016년 3월 8일)
- KBS 2TV 월화 드라마 《베이비 시터》 (2016년 3월 14일 ~ 2016년 3월 22일)

## 참고 사항
몇몇 배우들은 전날 / 훗날 최종 보스 역할로 큰 재회를 얻게 된다. 베테랑 유아인, 공조 2: 인터내셔날 진선규, 다시 시작해 + 세 번째 결혼 전노민, 런닝맨 + 부산행 + 더 킹 김의성

## 같이 보기
- 용비어천가